# بطولة باريس المفتوحة 1990 - الزوجي
في بطولة باريس المفتوحة 1990 - الزوجي فاز كل من الأمريكي سكوت ديفيز والأمريكي ديفيد بات على الأسترالي دارين كاهيل والأسترالي مارك كراتزمان في المباراة النهائية بنتيجة 5–7، 6–3، 6–4.

## التوزيع
1. بيتر ألدريتش /  داني فيسر (الجولة الثانية)
2. ريك ليتش /  جيم بف (الجولة الثانية)
3. غاي فورجيه /  جاكوب هلاسك (ربع النهائي)
4. سيرخيو كاسال /  إميليو سانشيز (الجولة الثانية)
5. غرانت كونيل /  جلين ميتشيباتا (الجولة الثانية)
6. سكوت ديفيز /  ديفيد بات (البطولة)
7. خورخي لوزانو /  تود ويتسكين (نصف النهائي)
8. دارين كاهيل /  مارك كراتزمان (النهائي)

## المباريات

### مفتاح
- Q = متأهل Qualifier
- WC = وايلد كارد Wild Card
- LL = خاسر محظوظ Lucky Loser
- Alt = بديل Alternate
- SE = Special Exempt
- PR = تصنيف محمي Protected Ranking
- w/o = فوز سهل Walkover
- r = انسحاب Retired
- d = Defaulted
- SR = Special ranking
- ITF = ITF entry
- JE = Junior exempt

### النهائيات
| النهائي |                           |   |   |   |
|         |                           |   |   |   |
|         |                           |   |   |   |
| 6       | سكوت ديفيز ديفيد بات      | 5 | 6 | 6 |
| 8       | دارين كاهيل مارك كراتزمان | 7 | 3 | 4 |